# Marsdenia hainanensis
Marsdenia hainanensis är en oleanderväxtart som beskrevs av Ying Tsiang. Marsdenia hainanensis ingår i släktet Marsdenia och familjen oleanderväxter. Inga underarter finns listade i Catalogue of Life.